# Nagelbecherchen
Die Nagelbecherchen oder auch Stängelbecherchen (Hymenoscyphus) bilden eine große Gattung der Helotiales mit 155 Arten weltweit.

## Merkmale
Die Gattung ist sehr umfangreich und beinhaltet durchwegs kleine Pilze, die saprophytisch auf totem Holz, Kräuterstängeln, Früchten etc. leben. Mehrere Gattungen wie Bisporella sind sich äußerlich sehr ähnlich, weswegen eine mikroskopische Charakterisierung unumgänglich ist. Wichtiges Unterscheidungsmerkmal ist das Excipulum, das bei Hymenoscyphus aus parallel liegenden, in spitzem Winkel zur Oberfläche liegenden Hyphen aufgebaut ist. Der Ascus-Porus blaut in Lugol.

## Arten (Auswahl)
Nicht mehr zu Hymenoscyphus gehört der inzwischen Pezoloma ericae genannte Pilz, der Mycorrhiza mit Heidekrautgewächsen bildet.
- Weißes Stängelbecherchen (Hymenoscyphus albidus):
- Falsches Weißes Stängelbecherchen (Hymenoscyphus pseudoalbidus): Auslöser des Eschentriebsterbens
- Kelchförmiges Stängelbecherchen (Hymenoscyphus calyculus)
- Weiden-Stängelbecherchen (Hymenoscyphus conscriptus)
- Bartloses Nagelbecherchen (Hymenoscyphus imberbis)
- Schildförmiges Stängelbecherchen (Hymenoscyphus scutula)

## Belege
- Ewald Gerhardt: Pilze. BLV Buchverlag, München 2006, ISBN 978-3-8354-0053-5